# Hyalinobatrachium pellucidum
Hyalinobatrachium pellucidum (spanisch Rana de Cristal Andina) ist eine Frosch-Art aus der Familie der Glasfrösche (Centrolenidae). Er kommt in niedrigen Bergregenwäldern am Fuße der Amazonischen Anden in Ecuador und Peru vor. Der Artname pellucidum ist lateinisch für „transparent“ und bezieht sich auf das durchsichtige Bauchfell der Art.

## Merkmale

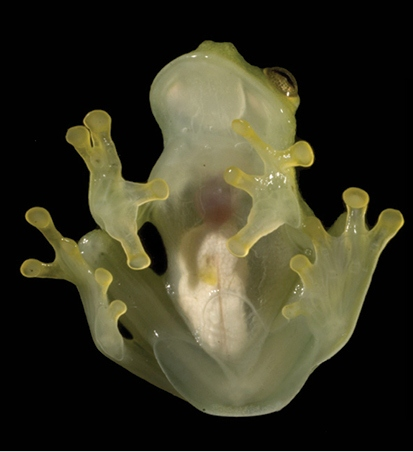
Ventralansicht

Männchen messen 20–22 mm und Weibchen etwa 22 mm über die Kopf-Rumpf-Länge. Die Schnauze ist gestutzt. Das Trommelfell ist teilweise unter der Haut verborgen. Der Rücken ist hellgrün mit diffusen gelben Punkten. Die Rückenhaut ist leicht körnig. Die Finger und Zehen sind gelb und teilweise mit Schwimmhäuten versehen. Die Unterseiten sind unpigmentiert und das Herz ist durch das parietale Peritoneum (Bauchfell) sichtbar. Die Iris ist blass silberbronzefarben.
Die Paarungsrufe sind einzelne, monotone Töne, ohne Modulationen.

## Lebensweise
Der natürliche Lebensraum sind Niedergebirgsregenwälder, Nebelwälder sowie Alt- und Sekundärwälder in Höhenlagen von 500–1740 m über dem Meeresspiegel. Individuen wurden nachts auf den Blattoberseiten von Bäumen und Gräsern gefunden, etwa 1,5 bis 4 Meter über Bächen. Ei-Gelege werden in der Vegetation abgelegt, wo sie zum Teil von Spinnen erbeutet werden.

## Gefährdung und Schutz
Die IUCN stuft die Art als potentiell gefährdet (near threatened) ein und ihren Populationstrend als abnehmend. Sie ist durch den Verlust ihres Lebensraums durch kleinbäuerliche Landwirtschaft und Holzeinschlag bedroht. Es wurden Ex-Situ-Erhaltungsprogramme begonnen. Die Art kommt in Schutzgebieten wie dem Nationalpark Cayambe Coca, dem Nationalpark Llanganates, dem Nationalpark Sangay und der Reserva Biológica Colonso Chalupas in Ecuador sowie dem Regionalen Schutzgebiet Cordillera Escalera und dem Waldschutzgebiet Alto Mayo in Peru vor.